# Buonviaggio
Buonviaggio (conosciuto anche come Madonna di Buonviaggio) è una frazione di circa 350 abitanti posta a cavallo dei comuni di La Spezia e Vezzano Ligure, sull'onomonimo valico, sul quale transita la Strada Statale 330 del Buonviaggio. È la principale via di transito da e per la città in direzione dei comuni di Follo, Bolano e Calice al Cornoviglio.

## Geografia fisica
La località si pone incastonata tra i monti Mezzano (268 m s.l.m.), Valeriano (342) e Pozzone (200). Da quest'ultimo nasce il Canale di Buonviaggio, che prosegue in direzione Nord-Est sino ad immettersi nel fiume Vara, affluente del Magra, mentre dal Valeriano nasce il Fosso della Quercia, che prosegue verso sud nel Torrente Dorgia, il quale a sua volta sfocia presso il Canaletto.

## Storia
Un primo plesso risale alla prima metà del secolo XVI, sul quale nel 1889 fu edificata la chiesa attuale, il Santuario di Nostra Signora del Buonviaggio. 
Il paese, inizialmente composto da pochi edifici, a partire dalla seconda metà degli anni '70 del Novecento ha conosciuto una forte espansione. In direzione del monte Pozzone è arrivato quasi a collegarsi con la vicina frazione di Carozzo, mentre in direzione Nord-Est, lungo il Canale di Buonviaggio, sono sorti capannoni di industrie e di mobilifici.

## Festività
Il paese, celebra la Madonna del Buonviaggio due volte all'anno. La prima l'ultima domenica del mese di maggio, sotto il titolo di "N.S. del Soccorso", mentre la seconda volta l'ultima domenica del mese di Agosto sotto il titolo di "Madonna del Buonviaggio", anche se di fatto viene fatta la sola distinzione tra le due solennità attribuoendo loro il nome di "Festa piccola" e "Festa grossa". Inoltre, nel mese di Luglio, si festeggia la "Festa del quartiere" nel locale centro sportivo polivalente comunale de "La Batteria".

## Infrastrutture e trasporti
Il paese è raggiungibile tramite due strade:
- all'uscita dall'autostrada A15 al casello di S. Stefano di Magra, prendere il raccordo-viadotto in direzione di La Spezia:
  - alla prima uscita, in località Fornola, si innesta la statale 1 Via Aurelia che costeggia il fiume Magra (cosiddetta "Ripa" in dialetto locale) fino alla località Bottagna, dopodiché si prosegue a destra con la Strada statale 330 in direzione di La Spezia, fermandosi a Buonviaggio. Lungo la Strada statale 330 è possibile raggiungere Ceparana dove è ubicato il casello dell'Autostrada A12;
  - in alternativa, provenendo dalla Spezia, si prende la Strada statale 330 di Buonviaggio. In corrispondenza di Buonviaggio, frazione situata a metà cammino fra La Spezia e Sarzana, che, arrivando dalla stazione di La Spezia Migliarina, è a 2 km dopo l'ospedale del Felettino, si trova un bivio che a destra conduce a Vezzano Ligure, e a sinistra per Valeriano;
- da una strada panoramica che parte dal quartiere spezzino della Chiappa, poco dopo la Stazione di La Spezia Centrale, e attraversa le frazioni di Sarbia, Isola del Felettino, Monte Albano e relativo forte, per scendere e terminare a Valeriano Lunense, fino a ridiscendere fino a Buonviaggio, percorrendo la strada di cui al punto precedente.